# 新明街道 (宁波市)
新明街道，是中华人民共和国浙江省宁波市鄞州区下辖的一个乡镇级行政单位，原为福明街道的一部分，2007年6月分出老庙社区、朱一社区设立新明街道，2007年7月1日正式成立，由宁波国家高新区代管，因街道从福明街道析出，且地处宁波国家高新区，故名新明街道:304。

## 行政区划
新明街道下辖以下村级行政区划单位：
明珠社区、滨江社区、明月社区、新晖社区。